# Dysdera nesiotes
Dysdera nesiotes este o specie de păianjeni din genul Dysdera, familia Dysderidae, descrisă de Simon, 1907. Conform Catalogue of Life specia Dysdera nesiotes nu are subspecii cunoscute.